# Hans lille Pige
Hans lille Pige er en amerikansk stumfilm fra 1920 af William C. deMille.

## Medvirkende
- Thomas Meighan som William Peyton
- Charles Ogle som Runion
- Kathlyn Williams som Alice Travers
- Casson Ferguson som Jack
- Ann Forrest som Phoebe Puckers
- Peaches Jackson som Claudia
- Mae Giraci
- Lila Lee
- Lillian Leighton
- Bertram Johns som Ballington
- Florence Hart
- Theodore Kosloff som Yadder
- Clarence Geldart som Helmer
- Yvonne Gardelle